# 卡多斯諾湖
卡多斯諾湖是俄羅斯的湖泊，由普斯科夫州負責管轄，面積3.4平方公里，集水區面積113平方公里，平均水深2.2米，最大水深3.4米，湖中有7個島嶼。